# Leonore Coffee
Leonore Coffee (ur. 13 lipca 1896 w San Francisco, zm. 2 lipca 1984 r. w Woodland Hills) – amerykańska powieścio- i dramatopisarka, scenarzystka filmowa.

## Życiorys
W 1919 r. Coffee odpowiedziała na ogłoszenie prasowe opublikowane w „Motion Pictures Exchange Herald” przez Garson Studios. Wytwórnia poszukiwała scenariusza na film dla aktorki Clary Kimball Young. Coffee zgłosiła swój scenariusz, został on przyjęty, a scenarzystce zapłacono za niego 100 dolarów. Scenariusz został sfilmowany pt. The Better Wife.
Po tym sukcesie Coffee przeniosła się do Hollywood i zaczęła pracować z Louisem B. Mayerem (do jej zadań należało opowiadanie aktorom ulubionych scenariuszy producenta i zachęcanie ich do zagrania w nich). Następnie została asystentką Harry’ego Garsona.  W tej pracy zajmowała się m.in. czytaniem scenariuszy i pisaniem tytułów.
Umiejętności pisarskie ćwiczyła pracując przez dwa lata z Bayardem Veillerem w wytwórni Metro. W 1924 r. wyszła za pisarza i reżysera Williama Joyce’a Cowena.
W 1926 r. na ekrany kin wszedł film The Wolga Boatman, który okazał się pierwszym dużym sukcesem Coffee. Oprócz pisania własnych tekstów, pracowała też nad poprawianiem prac innych – w wywiadach wspomina, że miała naturalny talent do rozpoznawania na czym polega problem danego filmu i jak można go naprawić. Sama zajmowała się tworzeniem zarówno filmów romansowych, jak i filmów kryminalnych.
W 1938 r. przeszła do Warner Bros., gdzie była ówcześnie jedyną kobietą zajmującą się scenopisarstwem W tym samym roku była (wspólnie z Juliusem J. Epsteinem) nominowana do Oscara za scenariusz do filmu Cztery córki. W 1939 roku na Broadwayu premierę miała jej sztuka Family Portrait. W 1956 r. opublikowała powieść  Another Time, Another Place.
Z czasem jej kariera zaczęła przygasać, ostatnim jej filmem był Cash McCall. W 1959 r. przeprowadziła się do Wielkiej Brytanii, jednak w 1981 r. wróciła do USA i zamieszkała w domu spokojnej starości dla emerytowanych ludzi filmu w Woodland Hills. Zmarła tamże w 1984 r.

## Filmografia
- The Better Wife (1919)
- The Forbidden Woman (1920)
- For the Soul of Rafael (1920)
- The Fighting Shepherdess (1920)
- Alias Ladyfingers (1921)
- Hush (1921)
- The Right That Failed (1922)
- Sherlock Brown (1922)
- The Face Between (1922)
- Thundering Dawn (1923)
- Daytime Wives (1923)
- Temptation (1923)
- The Age of Desire (1923)
- Wandering Daughters (1923)
- The Six-Fifty (1923)
- Strangers of the Night (1923)
- The Dangerous Age (1923)
- Bread (1924)
- Fools' Highway (1924)
- Graustark (1925)
- The Swan (1925)
- The Great Divide (1925)
- East Lynne (1925)
- The Volga Boatman (1926)
- For Alimony Only (1926)
- The Winning of Barbara Worth (1926)
- The Night of Love (1927)
- Chicago (1927)
- The Angel of Broadway (1927)
- Lonesome Ladies (1927)
- The Love of Sunya (1927)
- Ned McCobb's Daughter (1928)
- Desert Nights (1929)
- Mothers Cry (1930)
- Street of Chance (1930)
- The Bishop Murder Case (1930)
- Possessed (1931)
- The Squaw Man (1931)
- Honor of the Family (1931)
- Arsène Lupin (1932)
- Downstairs (1932)
- Rasputin and the Empress (1932)
- Night Court (1932)
- Torch Singer (1933)
- Evelyn Prentice (1934)
- All Men Are Enemies (1934)
- W niewoli dżungli (1934)
- Vanessa: Her Love Story (1935)
- Age of Indiscretion (1935)
- David Copperfield (1935)
- Suzy (1936)
- White Banners (1938)
- Cztery córki (1938)
- Stronger Than Desire (1939)
- Good Girls Go to Paris (1939)
- My Son, My Son! (1940)
- The Way of All Flesh (1940)
- The Great Lie (1941)
- We Were Dancing (1942)
- The Gay Sisters (1942)
- Old Acquaintance (1943)
- Till We Meet Again (1944)
- Marriage Is a Private Affair (1944)
- Tomorrow Is Forever (1946)
- The Guilt of Janet Ames (1947)
- Escape Me Never (1947)
- Beyond the Forest (1949)
- Do dwóch razy sztuka (1951)
- Sudden Fear (1952)
- Young at Heart (1954)
- Kroki we mgle (1955)
- Koniec romansu (1955)
- Cash McCall (1959)